# راؤول فرنانديز (منافس ألعاب قوى)
راؤول فرنانديز (بالإسبانية: Raúl Fernández Pavón)‏ هو منافس ألعاب قوى إسباني، ولد في 8 مارس 1978 في Brenes ‏ في إسبانيا.

## وصلات خارجية
- راؤول فرنانديز على موقع الاتحاد الدولي لألعاب القوى (الإنجليزية)